# حقوق الأمهات
تشكلت حركات حقوق الأمهات في مجالات مختلفة مع التركيز على قضايا أماكن العمل (حقوق العمال) والرضاعة الطبيعية، والحقوق التي ينص عليها قانون الأسرة. وهناك عدد من المنظمات بما فيها منظمة الصحة العالمية (WHO) ومنظمة الأمم المتحدة للطفولة (UNICEF) وصندوق الأمم المتحدة للسكان (UNFPA) وجميعها تعمل لتحسين حقوق الأم والحد من وفيات الأمهات (والرضع) في جميع أرجاء العالم.[بحاجة لمصدر]

## حقوق العمل
تتألف حقوق الأمّهات في عملهن في الولايات المتحدة الأمريكية من إجازات مراحل الحمل المختلفة، والإجازة عند الولادة وبعدها. وتشمل حقوقُ العمل أيضاً إجراءات العمل الخاصّة بالأمّهات الجدد العائدين إلى مكان عملهن بعد الولادة. تُعرف الإجازة التي تحصل عليها النساء عند الولادة باسم «إجازة الأمومة وبالإنلكليزيّة maternity leave». لكلّ ولاية وشركة قوانينها الخاصّة فيما يتعلق بالمدّة الزمنيّة المخصّصة لقضاء الإجازة العائليّة التي تحتاجها الموظّفة، وكذلك لكلّ ولاية وشركة قوانينَ خاصّة لأيّ نوع من أنواع الدّعم الذي يمنح للأمّهات الجدد بشكل خاصّ. ألزم قانون الإجازة العائليّة والطبّيّة لعام 1993 (FMLA) الشركاتِ العاملة في جميع المجالات بأن تحدّد الحدّ الأدنى لمتطلّبات إجازة الأمومة. تطبّق قوانين FMLA على الأمّهات والآباء والأمّهات والآباء بالتبني. يطلب القانون من معظم الشركات السماح بإجازة عائلية لمدة لا تزيد عن 12 أسبوعًا.

## الرضاعة الطبيعية
الرضاعة الطبيعية هي عمليّة تأمين العناصر الغذائيّة للرضيع من حليب الثدي البشري عن طريق الثدي بشكلٍ مباشر أو باستخدام العبوات الزجاجيّة. هناك قوانين محدّدة خاصّة بكلّ ولاية بشأن الرضاعة الطبيعيّة، وبنفس الوقت توجد قوانين اتّحاديّة تُعنى بموضوع الرضاعة الطبيعيّة. كلّ الولايات باستثناء ولاية ايداهو لديها قانون يسمح للمرأة بالرضاعة الطبيعيّة في أيّ مكان عامّ كان أو خاصّ. على الرّغم من أنّ معظم الولايات تسمح بالرّضاعة الطبيعيّة في أيّ مكان، إلّا أنّ 29 ولاية فقط تعفي الرضاعة من قوانين الفاحشة العامّة والتي تعني عرض العري للعامّة. إنّ القوانين الاتّحادية المتعلّقة بالرضاعة الطبيعية مرتبطة بقوانين الأمّهات العاملات. وبمجرّد عودة الأمهات إلى عملهن بعد إجازة الأمومة، هناك أيضًا قوانين خاصّة بإرضاع الأمّهات اللاتي عُدن إلى عملهنّ بعد قضاء إجازة الأمومة لأطفالهن أثناء العملّ. ويطلب من أرباب العمل السماح للأمّهات بوقت راحة معقول عندما يعبّرن عن الحاجة إلى التخلّص من إمدادهن من الحليب لمدة تصل إلى سنة بعد الولادة. كما يطلب منهم توفير مكان خاصّ ومنعزل -غير الحمّامات- لهؤلاء الأمّهات للتخلص من إمدادات الحليب. يمكن العثور على هذه القوانين في قانون حماية المريض والرعاية الميسّرة لعام 2010.

## حقوق الأمهات في العائلة
للأمّ العديد من الحقوق التي تتعلّق بقانون الأسرة بما في ذلك اتّخاذ القراراتِ بالنيابة عن أطفالها، بما في ذلك القرارات الطبّيّة منها. وللأمّ أيضًا الحقّ القانونيّ في متابعة والد طفلها للحصول على الإعالة للطفل.

## حقوق الوالدين
لكلّ ولاية قوانينها الخاصّة بها فيما يتعلّق بحقوق الأمّ القانونيّة ومسؤوليّاتها تجاه طفلها. لكن كلّ التشريعات القانونيّة تصرّح بأن للأمّ أو الوالدين الحقّ باتخاذ القرارات المتعلّقة بتعليم الطفل، دينه، رعايته الطبّيّة، وتحديد المكان الذي سيعيش فيه. بدءاً من عام 2003 أصبح كلّ من الأم البيولوجيّة (الأم الطبيعية للطفل المُتبنّى)، والآب المتزوج من الأم قبل أو بعد ولادة الطفل، متملّكاً لهذه الحقوق القانونيّة -المتعلّقة بأطفالهم- بشكلٍ مباشر من خلال وثيقة الولادة.

## حضانة الطفل والدعم
على الرغم من أنّ الأم لها حقوق حتميّة في حضانة طفلها إلّا أنّه وفي حالة وجود الخلاف على حضانة الطفل بين الأبوين فلا تزال المحكمة هي المسؤول عن اختيار أفضل الظروف المعيشيّة للطفل.

## حليب الأطفال
أنتجت منظمة الصحة العالمية ومنظمة الأمم المتحدة للطفولة المدونة الدولية لقواعد تسويق بدائل لبن الأم (مدونة التسويق) ومبادرة المستشفيات الصديقة للأطفال وإعلان إنوتشنتي (لعام 1990). وهذه الإجراءات الثلاثة هي المعايير الدولية التي يلتزم بها الكثير من البلدان (ما يزيد عن 65% من 192 دولة أعضاء في منظمة الصحة العالمية) وضمتها قوانينها الوطنية. وهناك تسع دول فقط في منظمة الصحة العالمية لم تتبنَ إجراء مدونة التسويق وتضعها موضع التنفيذ، والولايات المتحدة واحدة من هذه الدول التسع. تستخدم مدونة التسويق في مكافحة أساليب الإعلانات الكاذبة والشرسة لشركات حليب الأطفال والتي تستخدمها في بيع الحليب مثل القول بأن الأمهات الجدد يجف لبنهن والكذب بالقول للأمهات أنهن لن يستطعن إنتاج ما يكفي من اللبن لإرضاع أطفالهم والادعاء كذبًا في الإعلان بأن الأطفال الذين يتناولوا الحليب أكثر ذكاءً ممن يرضعون طبيعيًا،[بحاجة لمصدر] وقارنت منظمة الصحة العالمية الأساليب الحالية التي تستخدمها هذه الشركات، غالبيتها في الولايات المتحدة، بالأساليب التي أدت إلى مقاطعة منتجات شركة نستله في عام 1977.[بحاجة لمصدر]
ويعد عام 2007 علامة على الذكرى السنوية الثلاثين لمقاطعة منتجات شركة نستله والذكرى السنوية العشرين للمؤتمر العالمي للأمومة المأمونة، وفي أكتوبر من عام 2007 سوف يعقد المؤتمر العقدي الثالث (يُعقد كل عشرة أعوام) تحت عنوان «حماية السيدات من مخاطر الولادة.»[بحاجة لمصدر]

## في الولايات المتحدة
في الولايات المتحدة تمنح إجازة الأسرة غير مدفوعة الأجر لمدة 12 أسبوع لغالبية العاملين في الشركات الكبيرة ويكفل ذلك قانون الأسرة والإجازة المرضية لعام 1993 (FMLA). وربما ينظم الأفراد ساعات عمل مرنة دون مساعدة الحكومة. يمكن أن تكلف تنشئة طفل أكثر من الرسوم الدراسية لتعليمه في إحدى الجامعات الحكومية. في بعض الولايات و (خاصة بنسلفانيا) يمكن طرد المرأة من العمل لأنها أم، وتوجد حاليًا حركة لتحسين هذا الموقف حيث يتم التركيز على التحسين ولاية بعد ولاية.
وقد دعت منظمة الشراكة الوطنية لشئون المرأة والأسرة وغيرها من المنظمات إلى إطالة مدة إجازة رعاية الطفل والعدل مع الأمهات في أماكن العمل، وتقف الولايات المتحدة متأخرة عن الأمم الأخرى في منح إجازة مدفوعة الأجر للأمهات، حيث تمنحهن غالبية الدول إجازة مدفوعة الأجر، والكثير منها يقدم إجازة مدفوعة الأجر لمدة تزيد عن 3 أشهر، والولايات المتحدة لا تمنحهن ولو يومًا واحدًا مدفوع الأجر،
كما أن معدلات الولادة القيصرية، مرتفع بالولايات المتحدة وكذلك التخدير النصفي والطلق الصناعي. بالإضافة إلى وجود الكثير من أنواع حليب الأطفال الرضع (مما يقلل عدد الأطفال الذين يرضعون طبيعيًا).[بحاجة لمصدر] وأدى الجمع بين كل ما سبق لسوء الحظ إلى ارتفاع معدلات الوفيات بين الرضع والأمهات بالنسبة لدولة صناعية،[بحاجة لمصدر] وتحتل الولايات المتحدة حاليًا المركز 35 بين الدول فيما يتعلق بوفيات الرضع،[بحاجة لمصدر] ونسبة وفيات الرضع في الولايات المتحدة أعلى من الموجودة في جمهورية التشيك وسلوفانيا والبرتغال وكوبا وتيوان وأروبا وغيرها الكثير بما في ذلك غالبية أوروبا.[بحاجة لمصدر]

## منشورات ووصلات خارجية
- The Motherhood Manifesto: What America's Moms Want and What to do About It, by Joan Blades and Kristin Rowe-Finkbeiner, National Books, NY 2006.
- "Getting a Job: is there a motherhood penalty" by Shelley Correll
- "Expecting Better: A State by State Analysis of Parental Leave Programs" by Jodi Grant et al.
- "The Work, Family and Equity Index: Where does the United States Stand Globally?" by Jody Heymann et al. [www.mcgill.ca/files/ihsp/WFEI2007FEB.pdf] [Global Working Families http://www.hsph.harvard.edu/globalworkingfamilies/]
- "Family Friendly Work Schedules" AFL-CIO
- "The High Cost of Childcare puts Quality Care Out of Reach for Many Families" by Karen Schulman (Washington DC, Children's Defence Fund, 2000)
- Battered Mothers Custody Conference
- Mothers for Justice
- 'Why can't I use my mother's name?' http://www.rediff.com/money/2003/aug/01spec2.htm